# Salsa lionesa

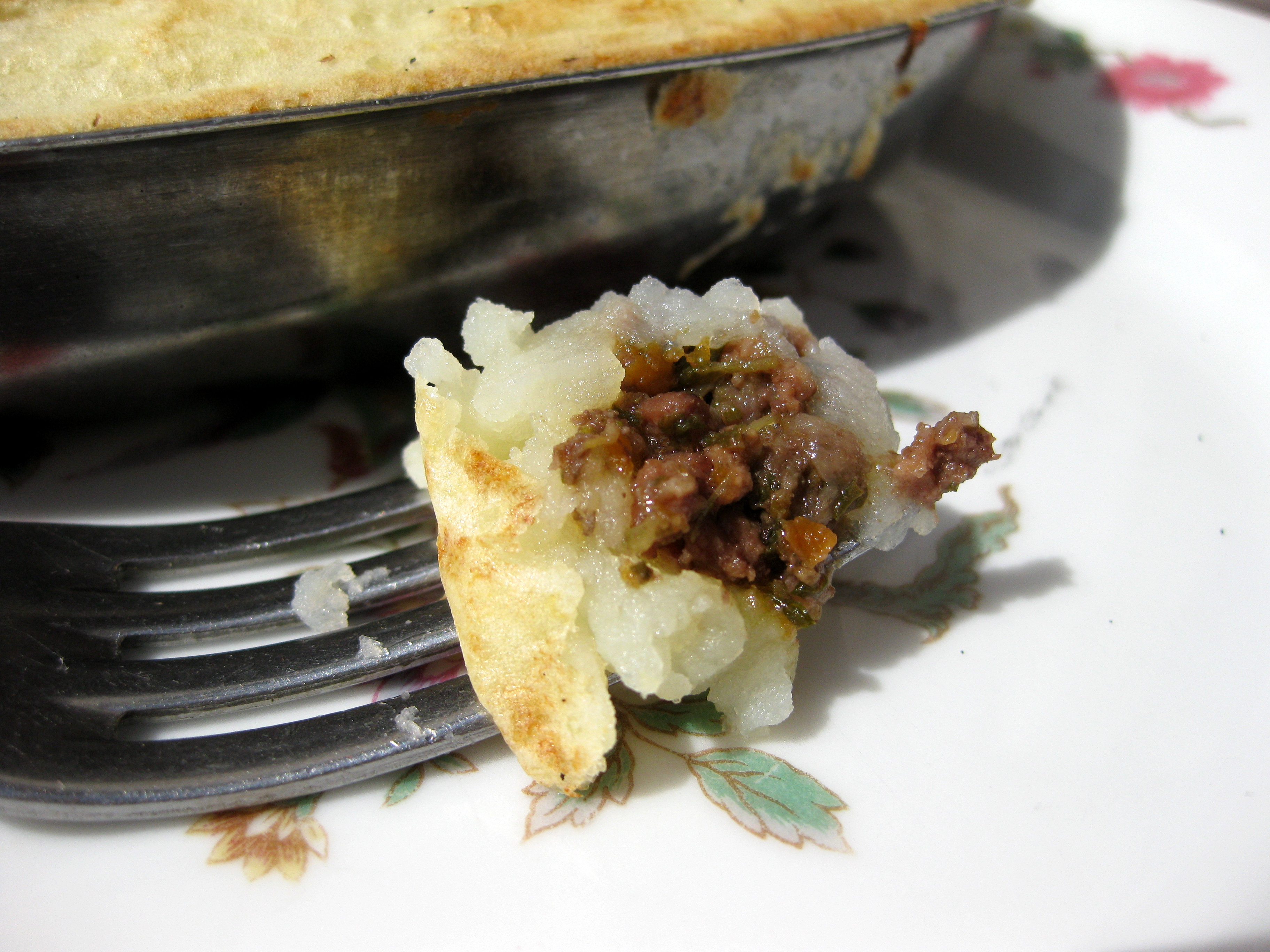
Imagen de salsa lionesa

Salsa lionesa es una salsa de la cocina francesa. Se trata de una salsa elaborada con cebollas salteadas en mantequilla y reducidas en vino blanco (en algunas ocasiones vinagre) y demi-glace. Se trata de una salsa muy empleada en las preparaciones de la ciudad francesa de Lyon. Algunas variantes incluyen hierbas aromáticas como estragón (salsa lionesa al estragón). En algunas ocasiones se suele emplear pedacitos de carne en lugar del demi-glace.